# Peter Fletcher (cầu thủ bóng đá)
Peter Fletcher (sinh ngày 2 tháng 12 năm 1953) là một cựu cầu thủ bóng đá người Anh thi đấu ở vị trí tiền đạo. Sinh ra ở Manchester, he thi đấu ở Football League cho Manchester United, Hull City, Stockport County và Huddersfield Town trước khi giải nghệ năm 1982, at age 29.
Fletcher thi đấu chủ yếu ở đội dự bị cho Manchester United, trước khi chuyển đến Hull City như là 1 phần của hợp đồng đưa Stuart Pearson về United với giá £200.000.